# کارل مولتور
کارل مولتور (انگلیسی: Karl Molitor; ۲۹ ژوئن ۱۹۲۰ – ۲۵ اوت ۲۰۱۴) اسکی‌باز آلپاین اهل سوئیس بود.
او در ونگن متولد شد و با آنتوانت مایر (که در المپیک زمستانی ۱۹۴۸ نیز شرکت کرد) ازدواج کرد. در سال ۱۹۴۸ در رشته ترکیبی آلپاین مدال نقره و در مسابقات سراشیبی مدال برنز گرفت. در مسابقه اسلالوم هشتم شد. کارل مولیتور همچنین بارها برنده یک مسابقه بسیار معتبر جهانی شد که به آن مسابقات اسکی Lauberhorn با برندگانی مانند Bode Miller می‌گویند. او در سال‌های ۱۹۳۹، ۱۹۴۰، ۱۹۴۲، ۱۹۴۳، ۱۹۴۵ و ۱۹۴۷ در مسابقه اسکی اسلالوم پیروز شد. او در سال‌های ۱۹۴۰ و ۱۹۴۸ در مسابقه اسکی اسلالوم پیروز شد و در سال‌های ۱۹۴۰، ۱۹۴۶ و ۱۹۴۸ در مجموع پیروز شد. او در ۱۹ مسابقه پیروز شد. مسابقات اسکی Lauberhorn به این معنی است که او تنها دومین فردی است که این دستاورد و جدیدترین دستاورد را کسب کرده است. او در ادامه یک فروشگاه اسکی در ونگن به نام مولیتور افتتاح کرد و مغازه در روستا وسایل اسکی را اجاره و می فروشد.